# 캐나다의 재외공관 목록

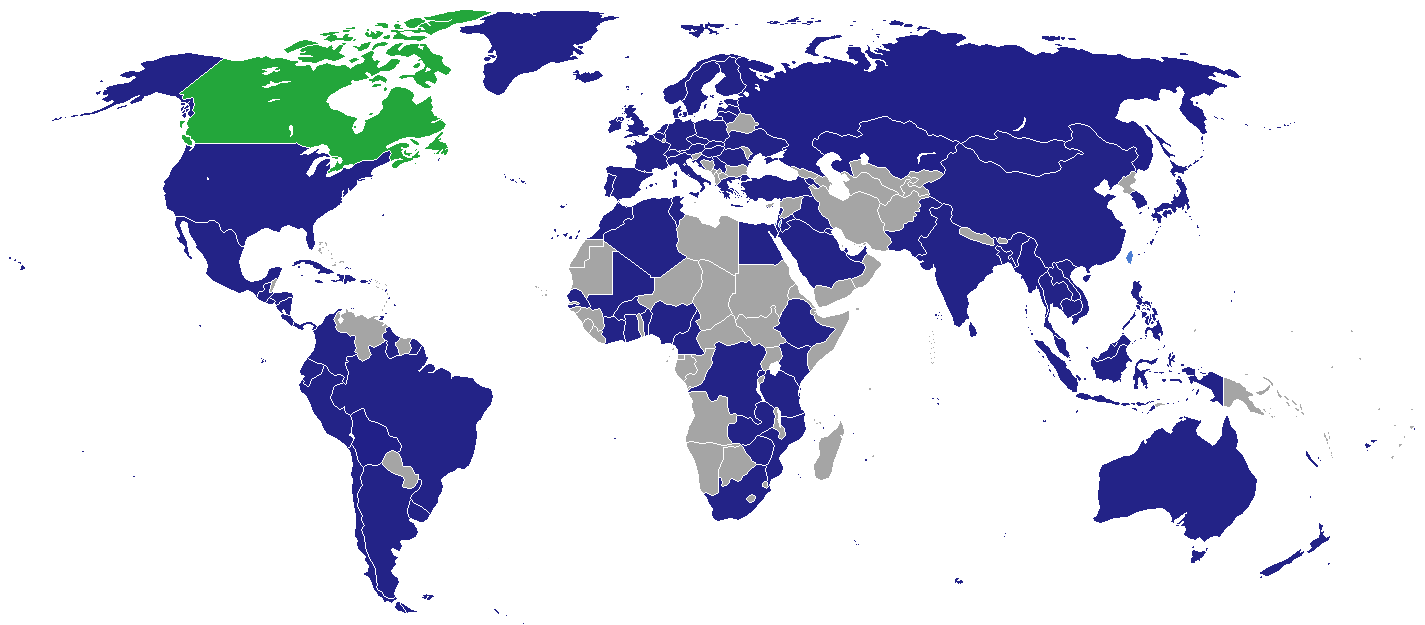
캐나다의 재외공관

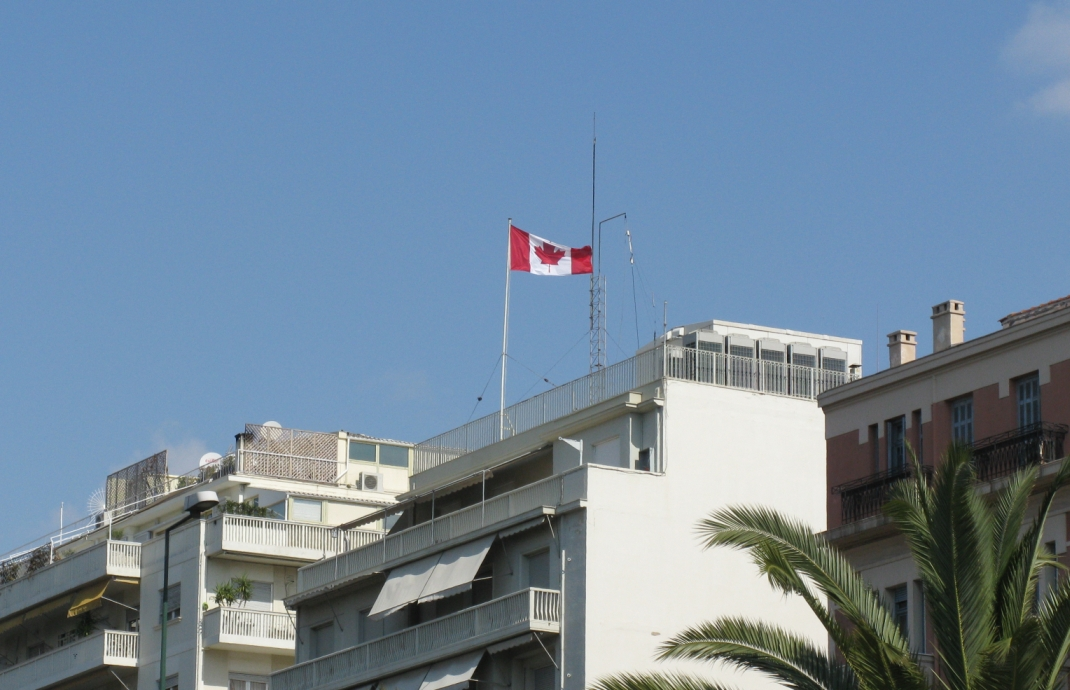
아테네 주재 캐나다 대사관

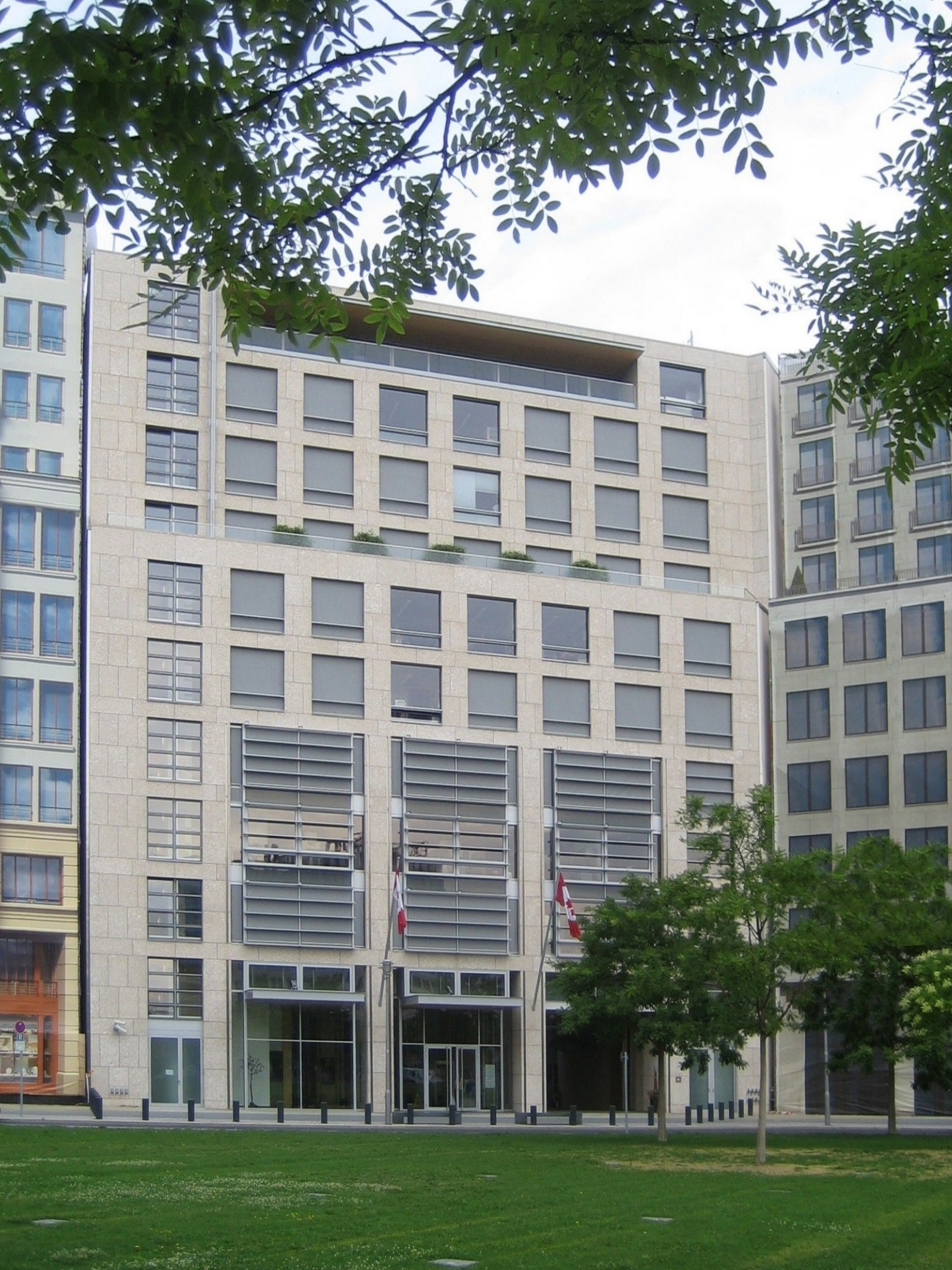
베를린 주재 캐나다 대사관

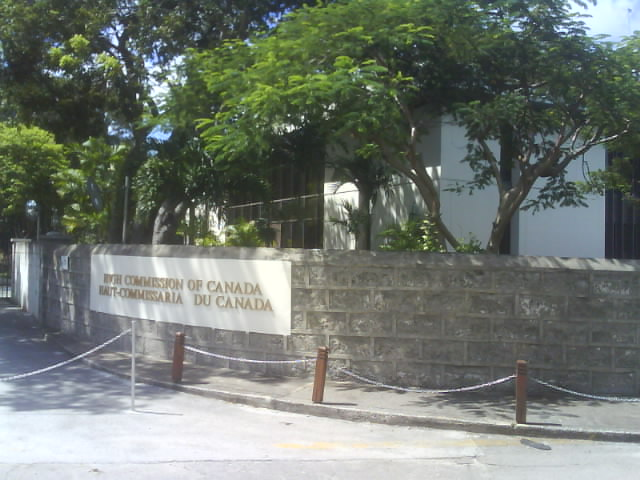
브리지타운 주재 캐나다 고등판무관 사무소

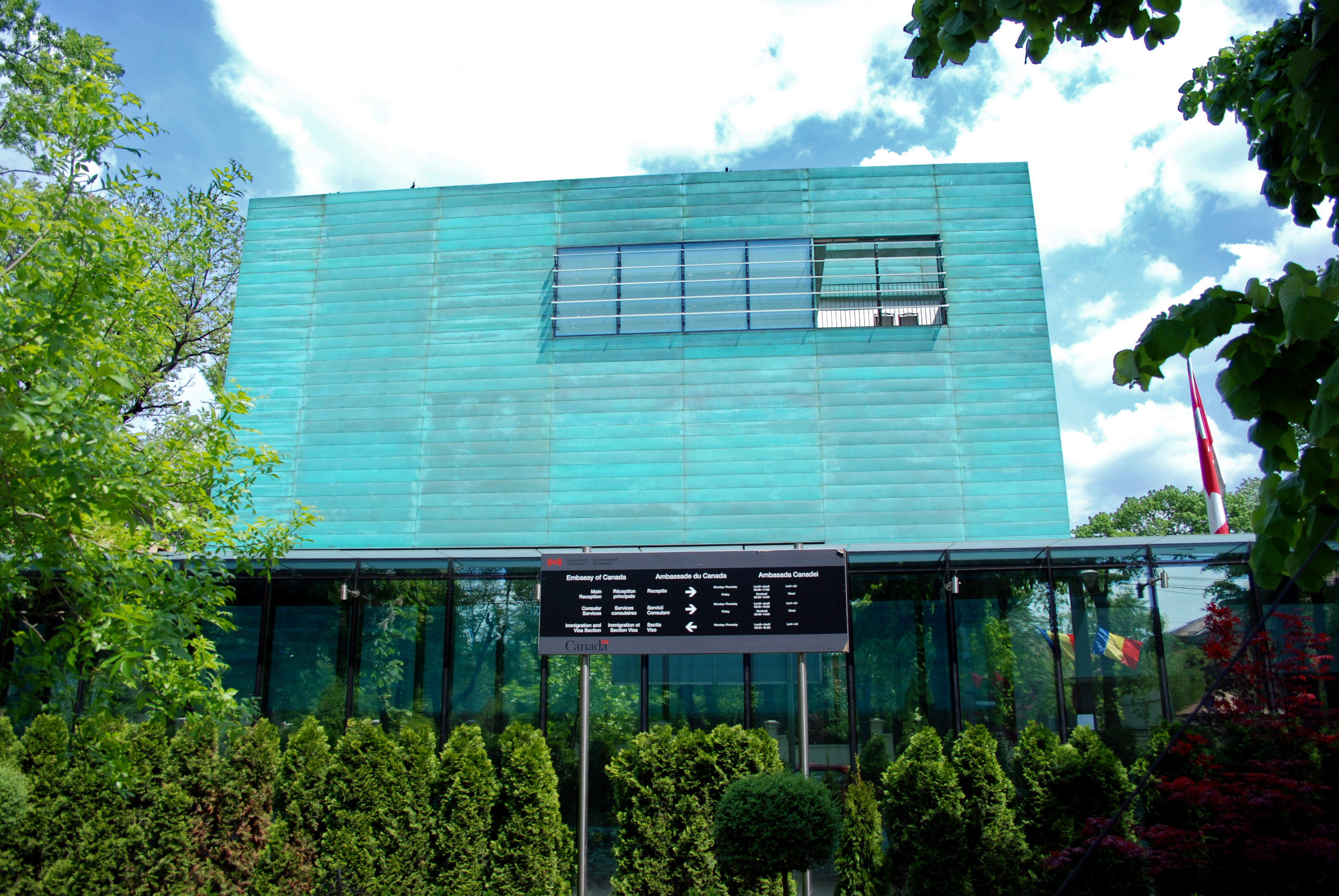
부쿠레슈티 주재 캐나다 대사관

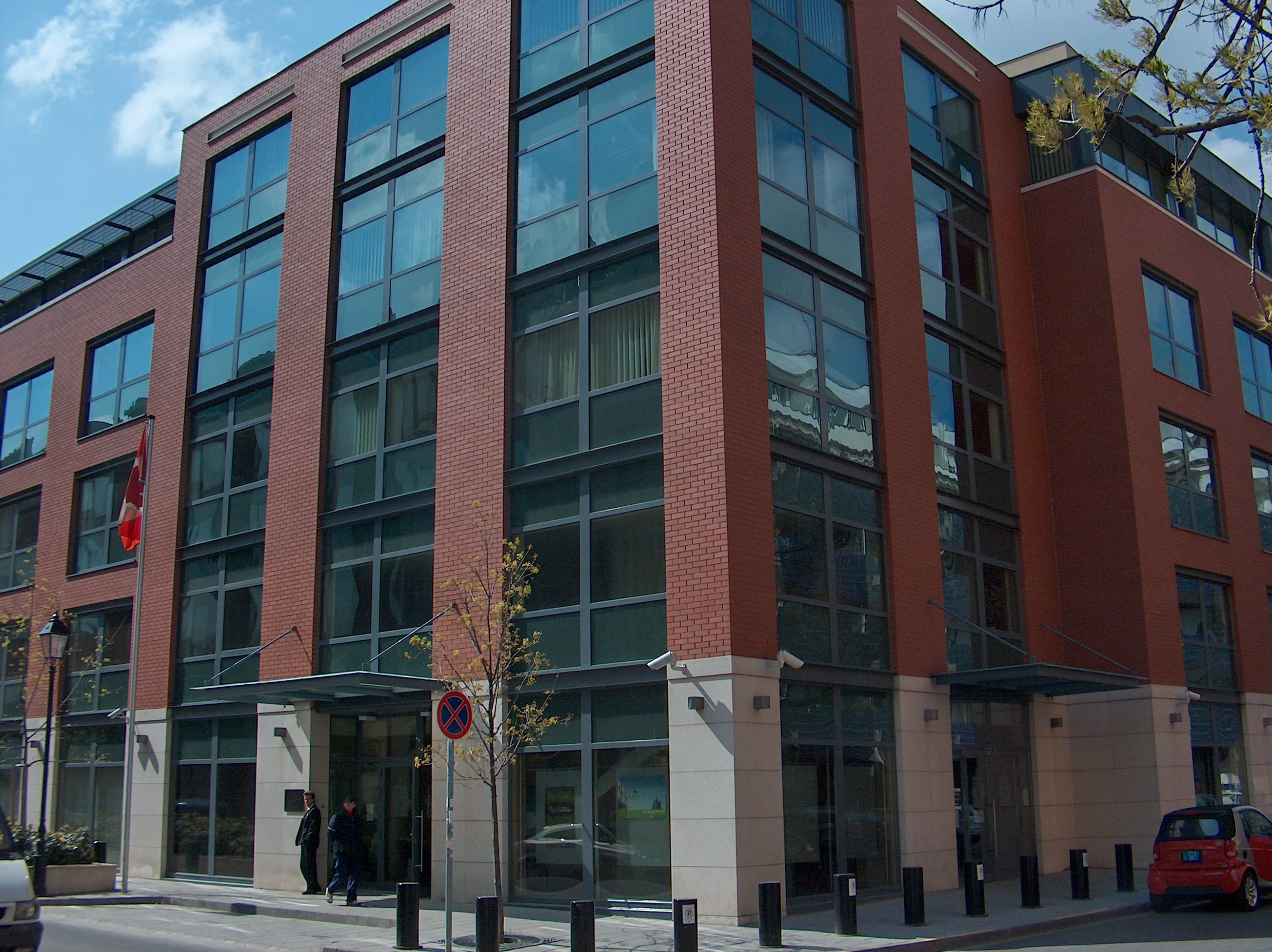
부다페스트 주재 캐나다 대사관

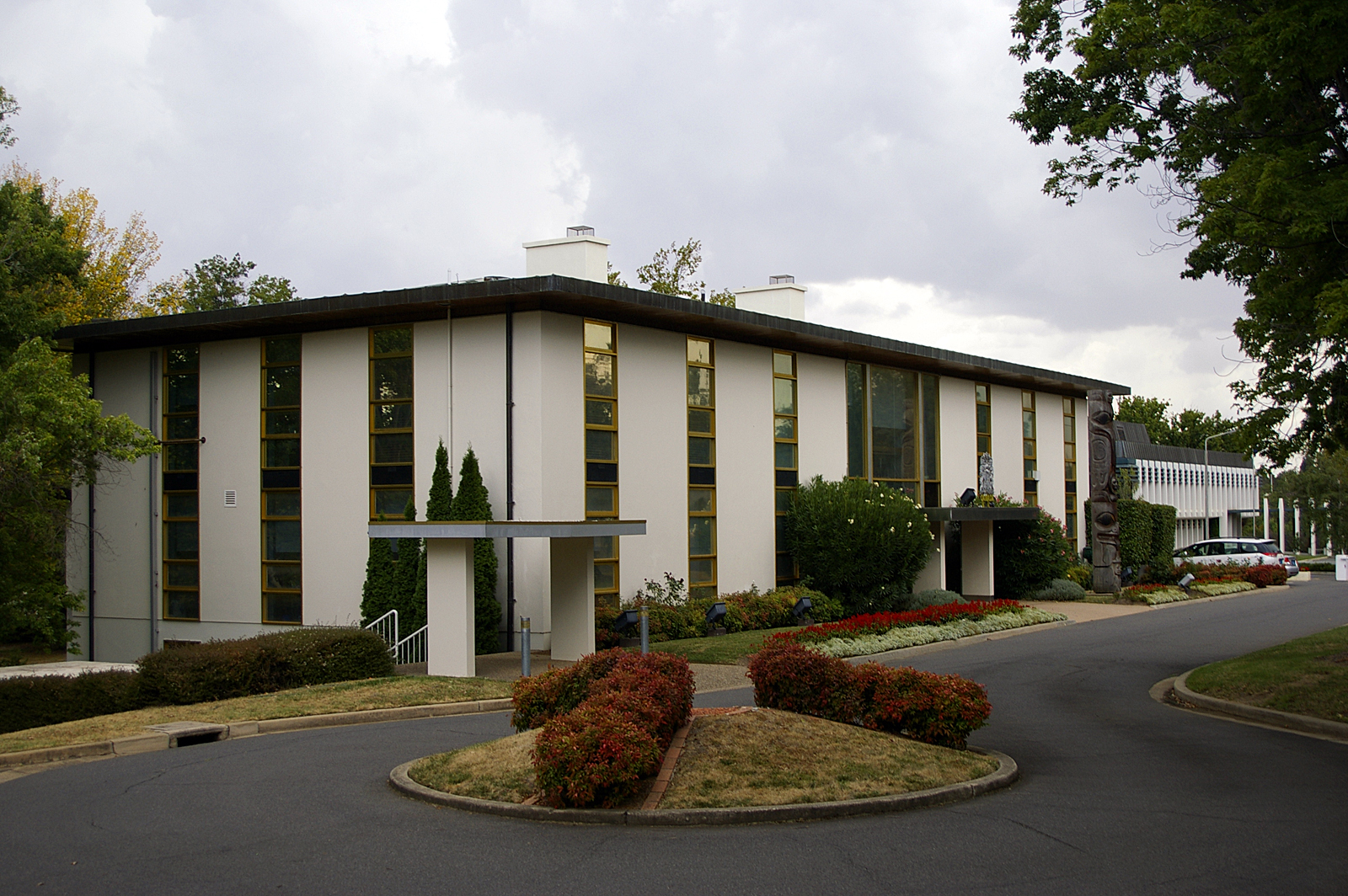
캔버라 주재 캐나다 고등판무관 사무소

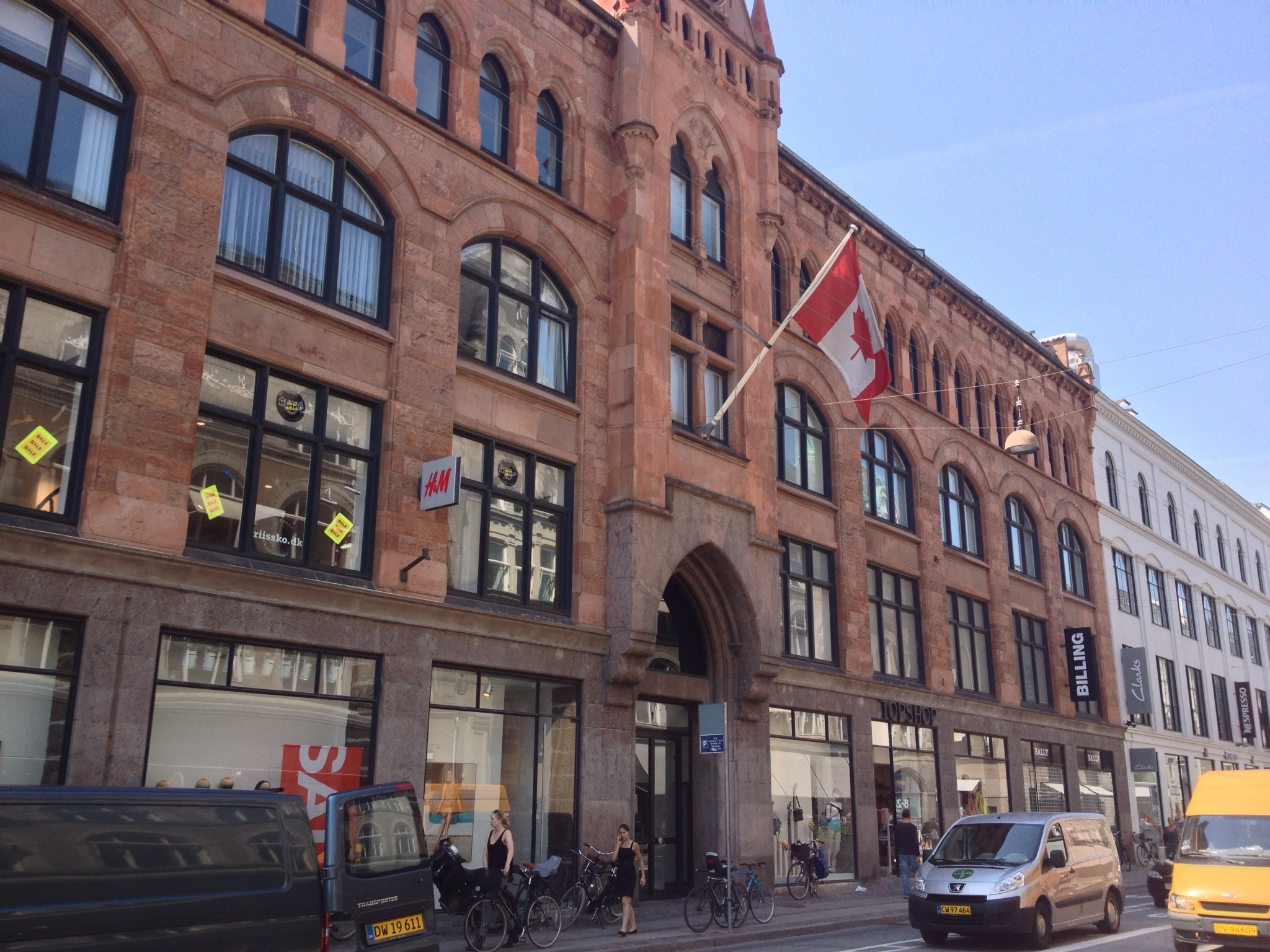
코펜하겐 주재 캐나다 대사관

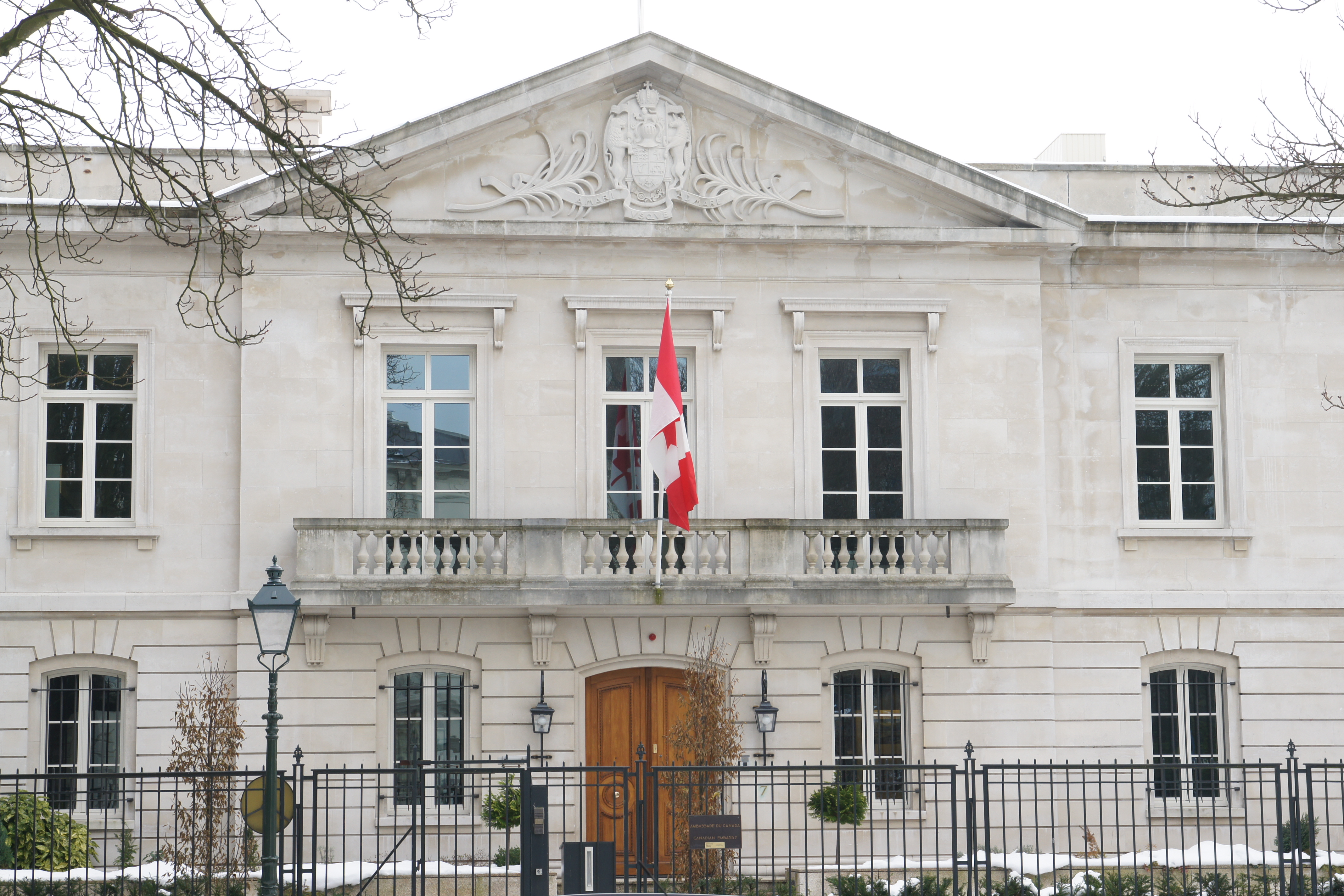
헤이그 주재 캐나다 대사관

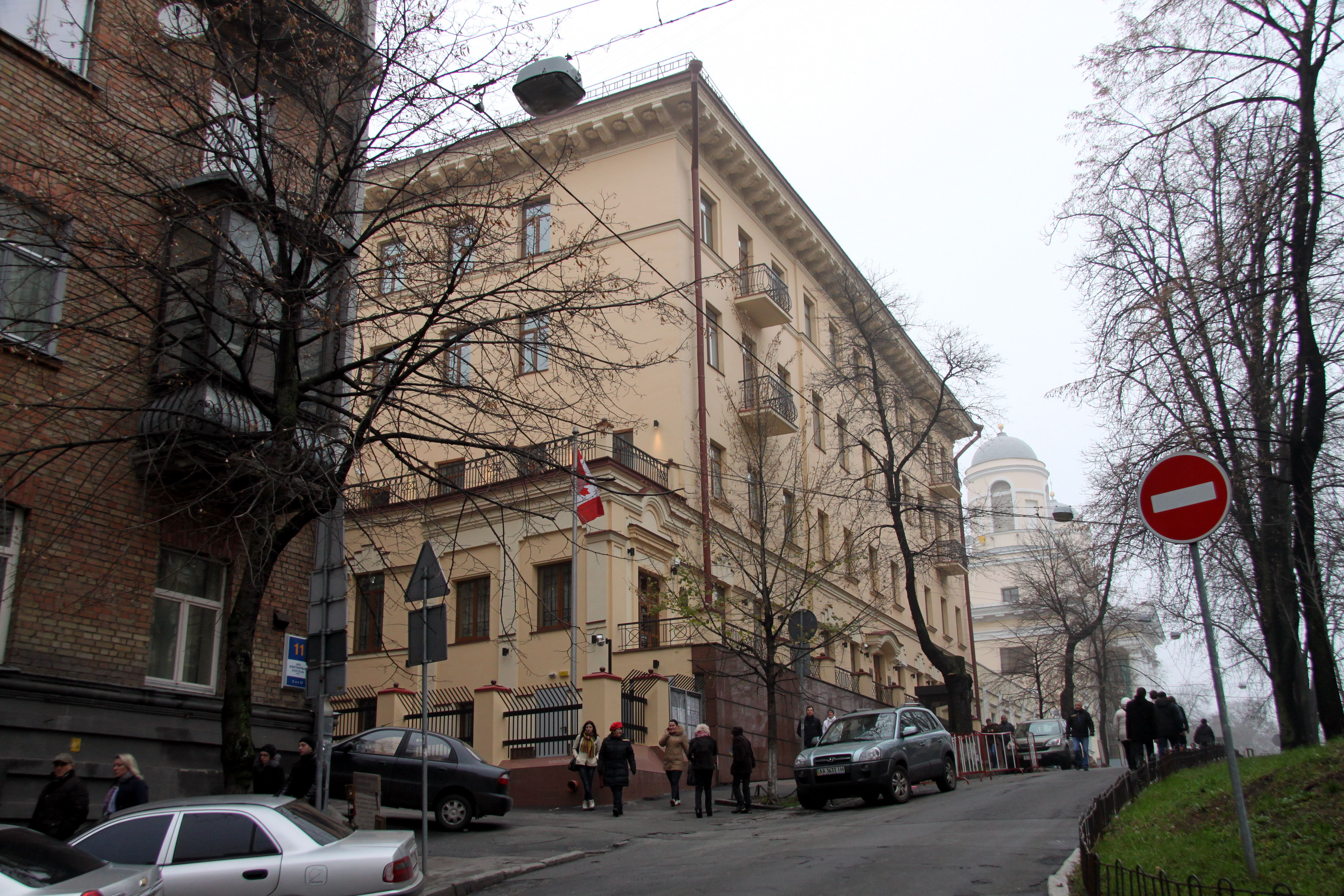
키이우 주재 캐나다 대사관

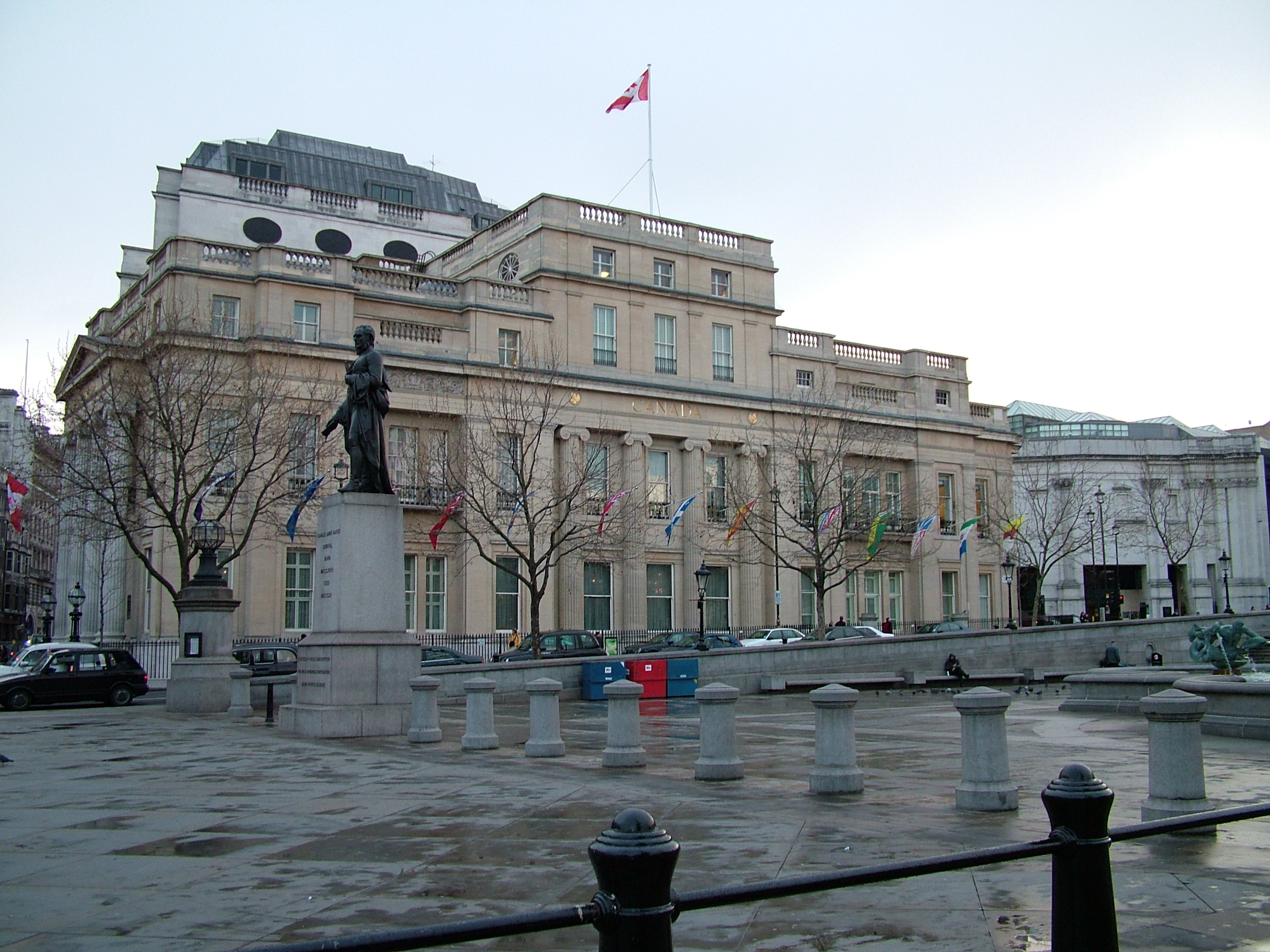
런던 주재 캐나다 고등판무관 사무소

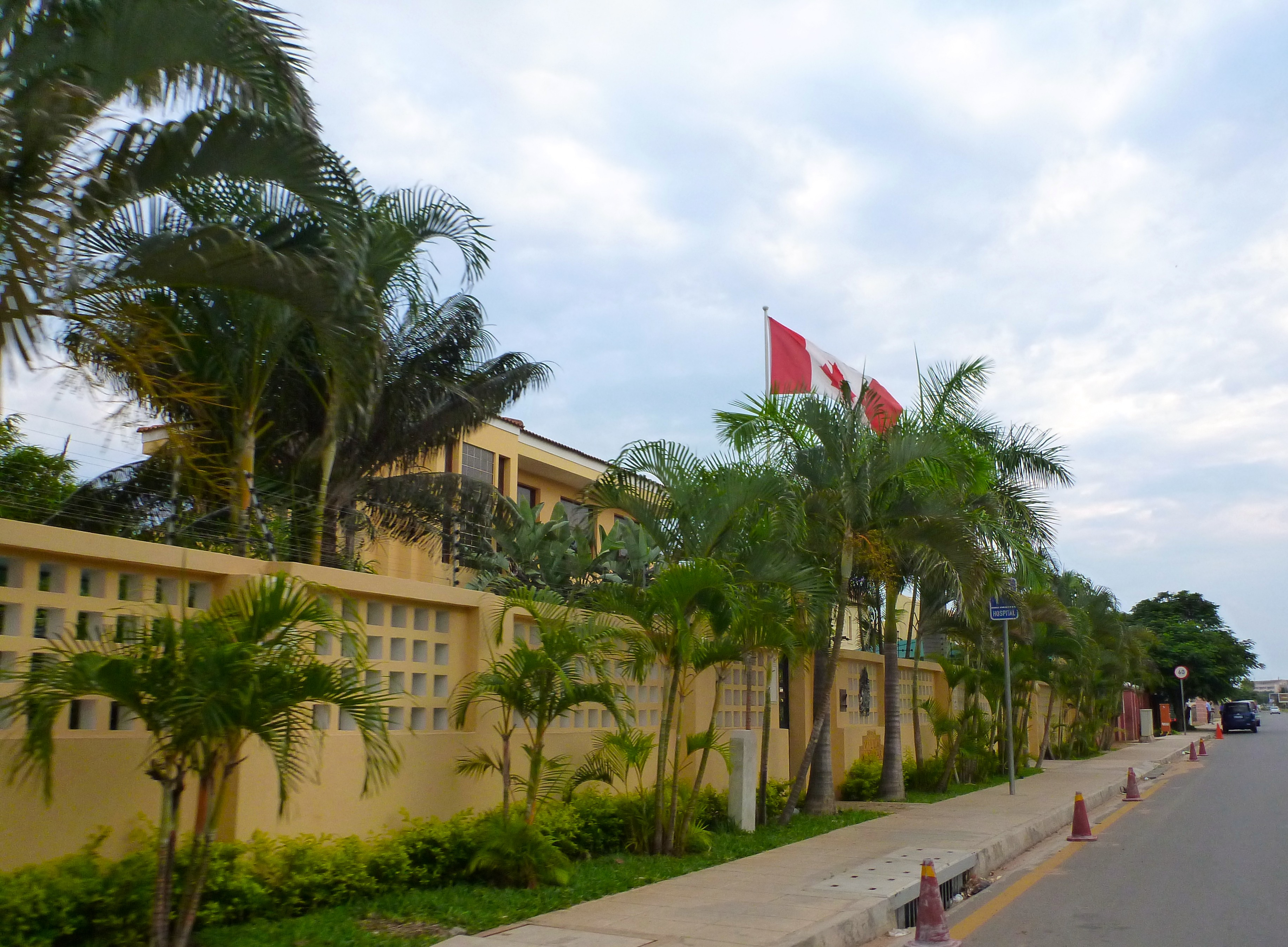
마푸투 주재 캐나다 고등판무관 사무소

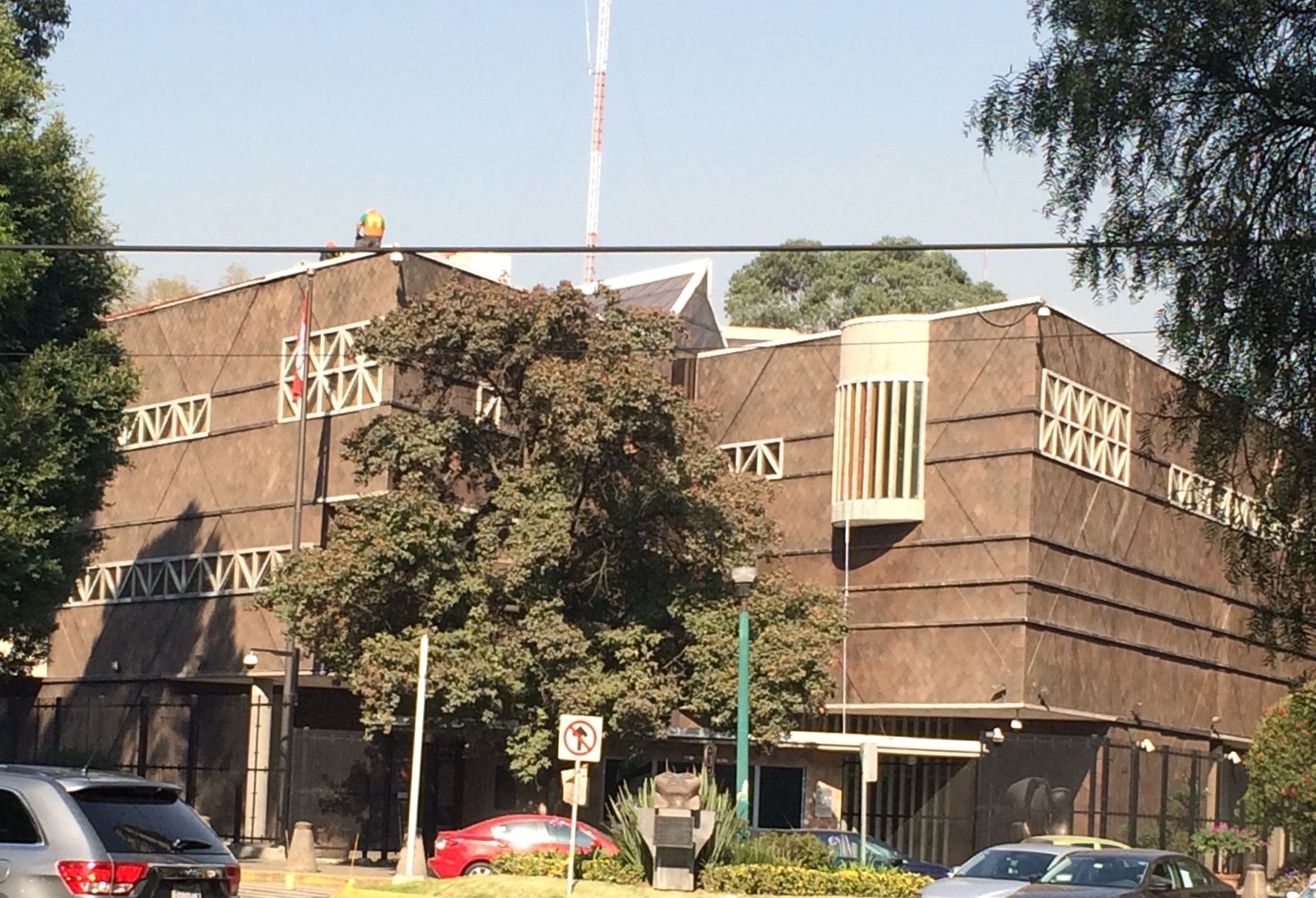
멕시코시티 주재 캐나다 대사관

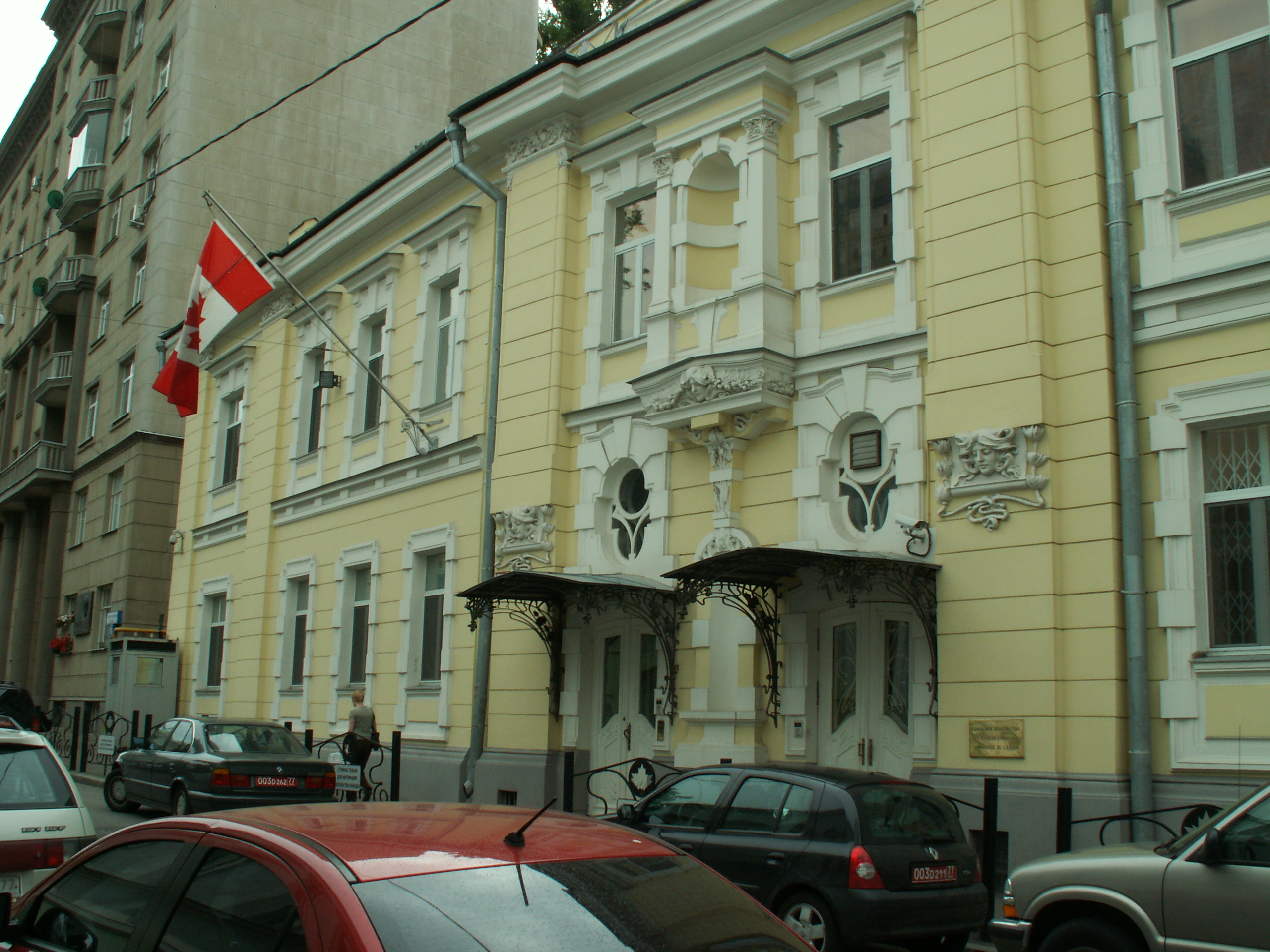
모스크바 주재 캐나다 대사관

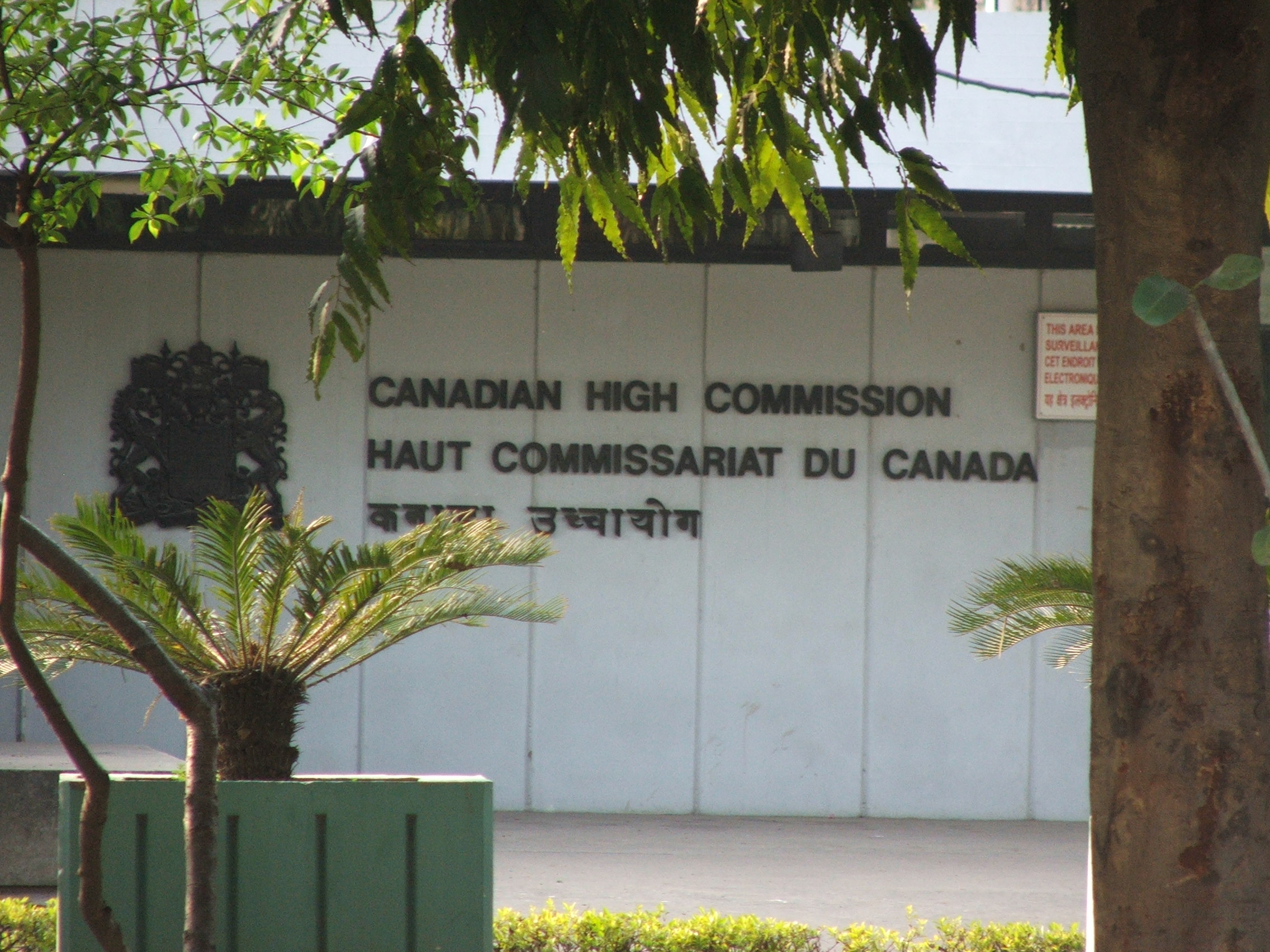
뉴델리 주재 캐나다 고등판무관 사무소

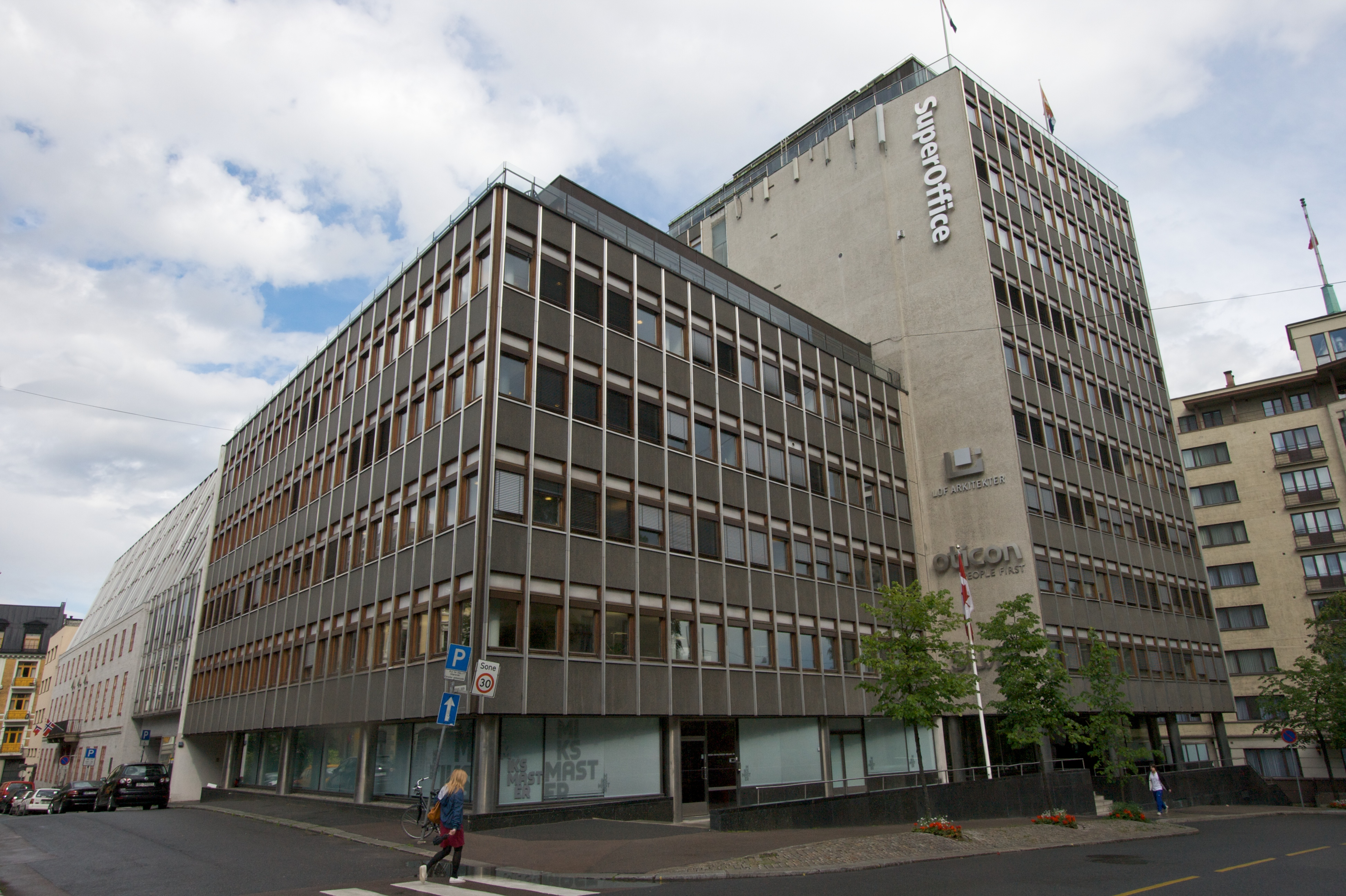
오슬로 주재 캐나다 대사관

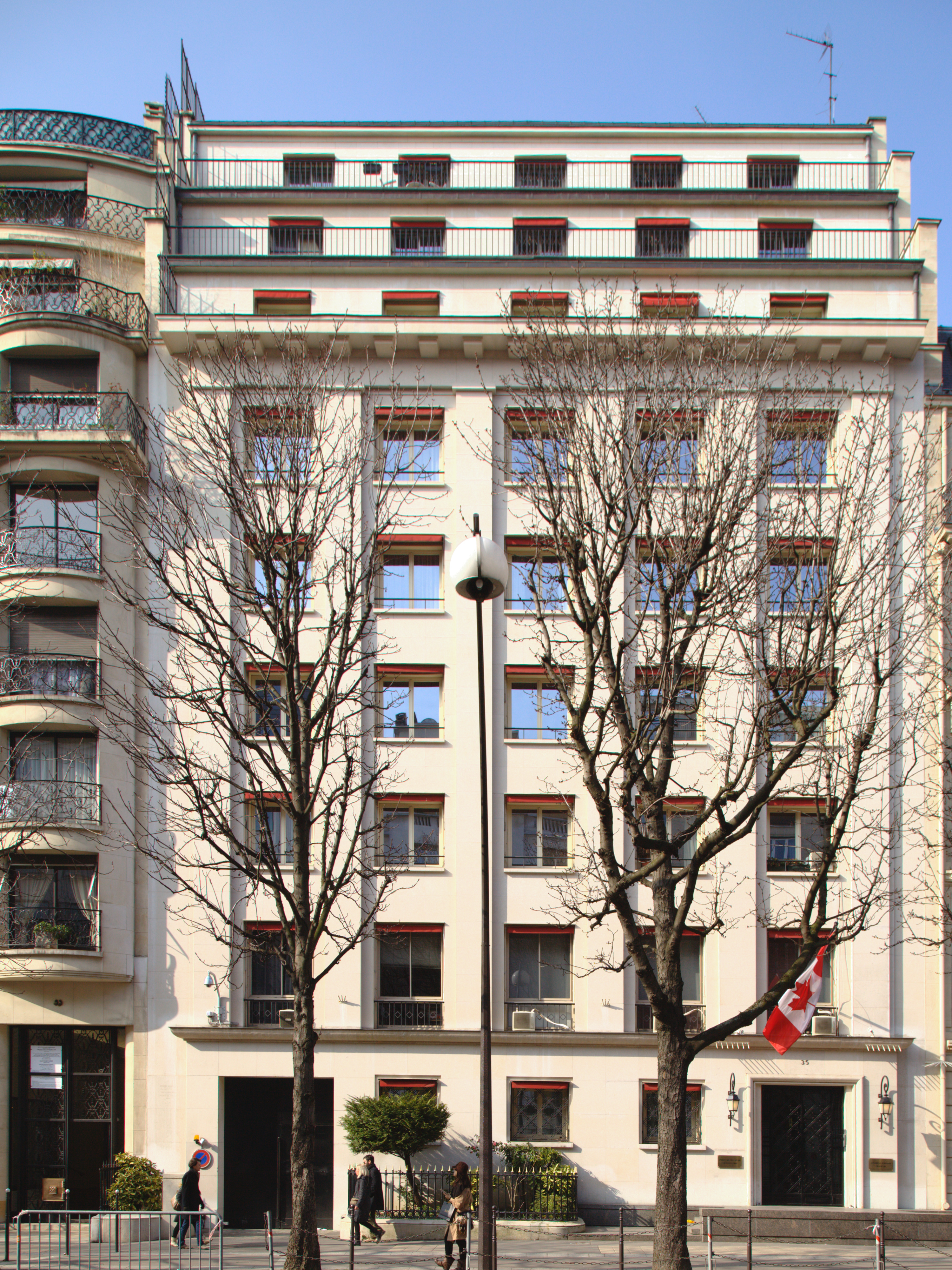
파리 주재 캐나다 대사관

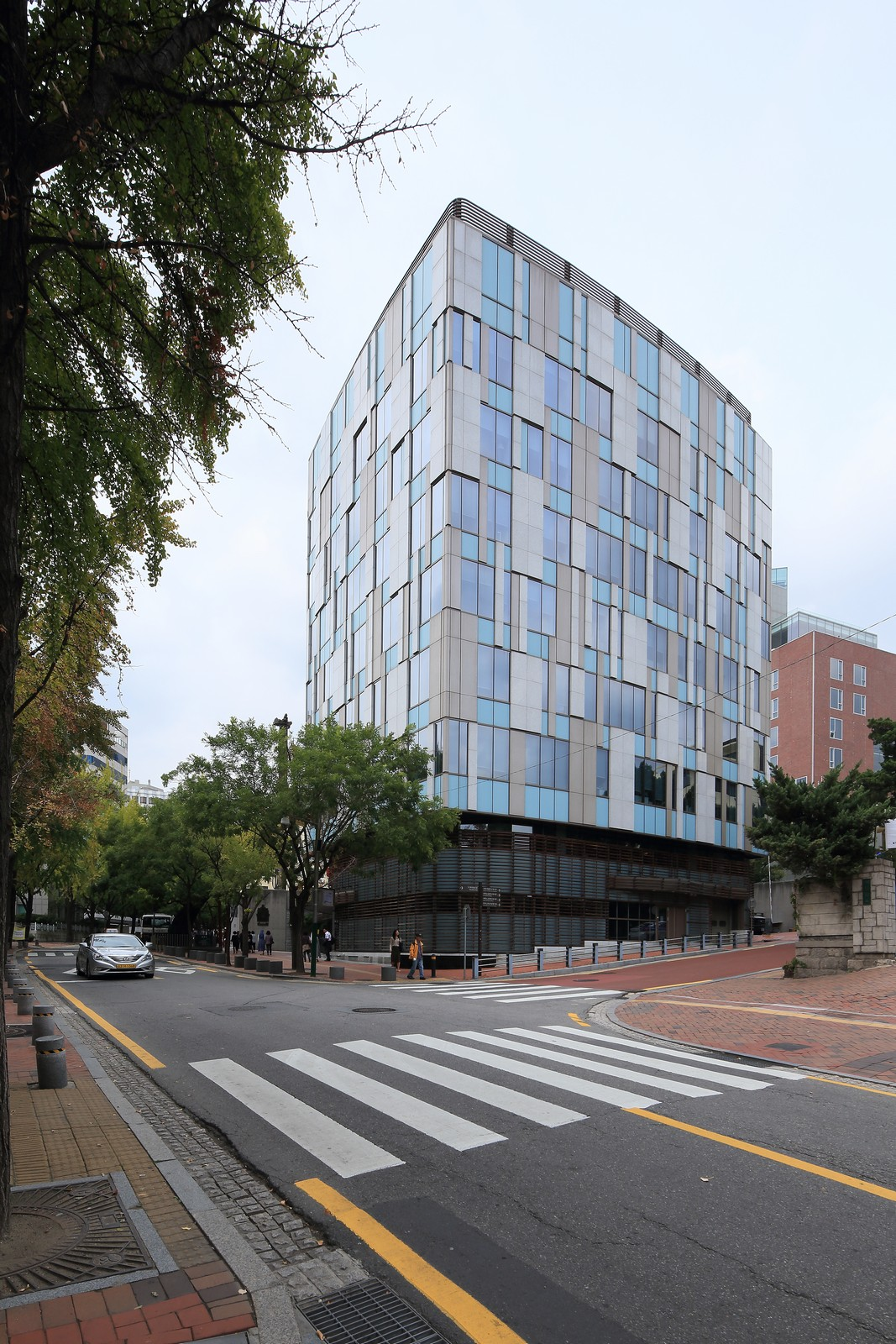
서울특별시 주재 캐나다 대사관

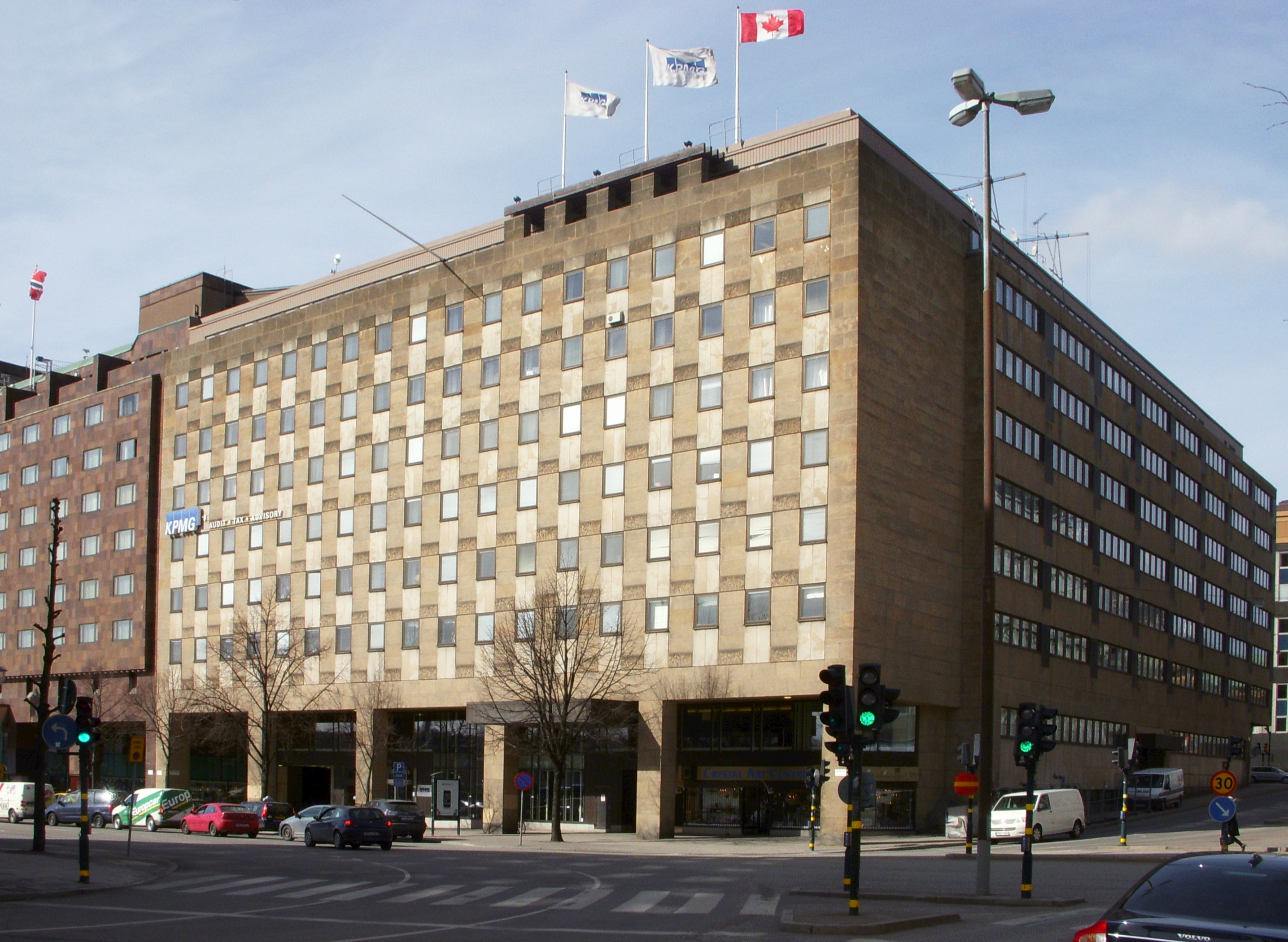
스톡홀름 주재 캐나다 대사관

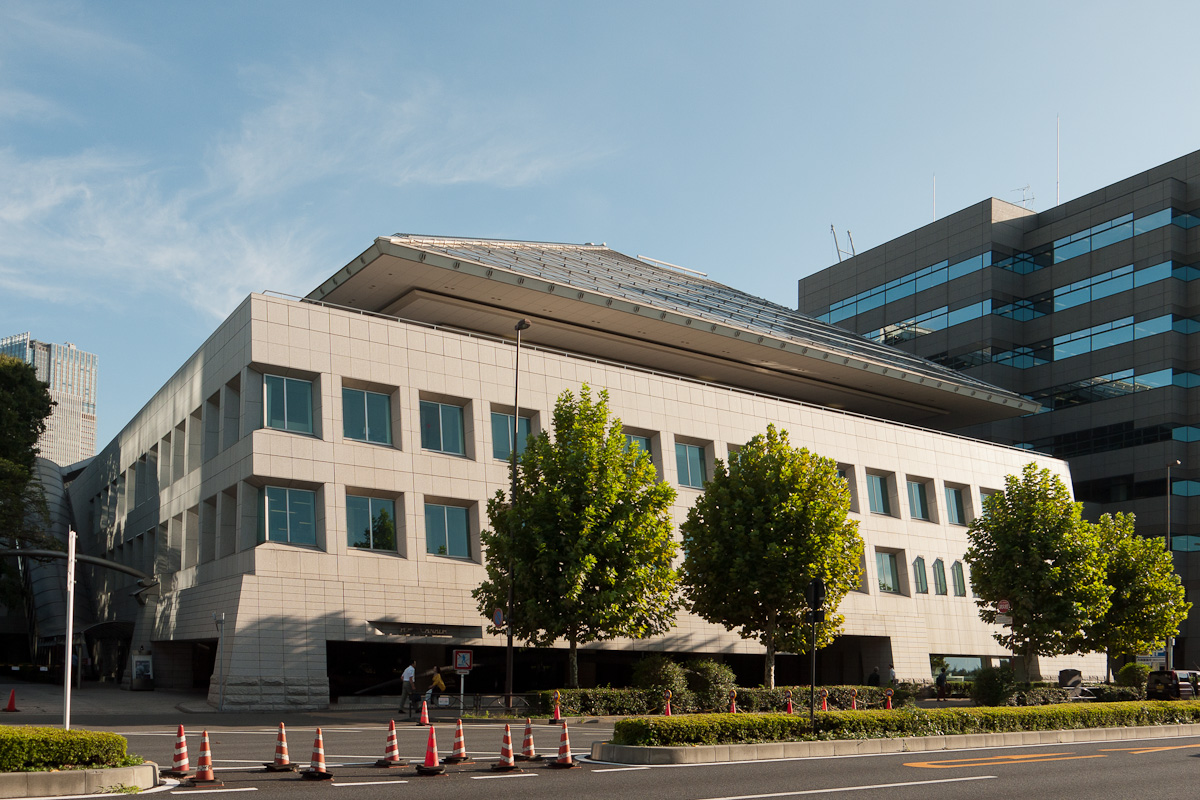
도쿄 도 주재 캐나다 대사관

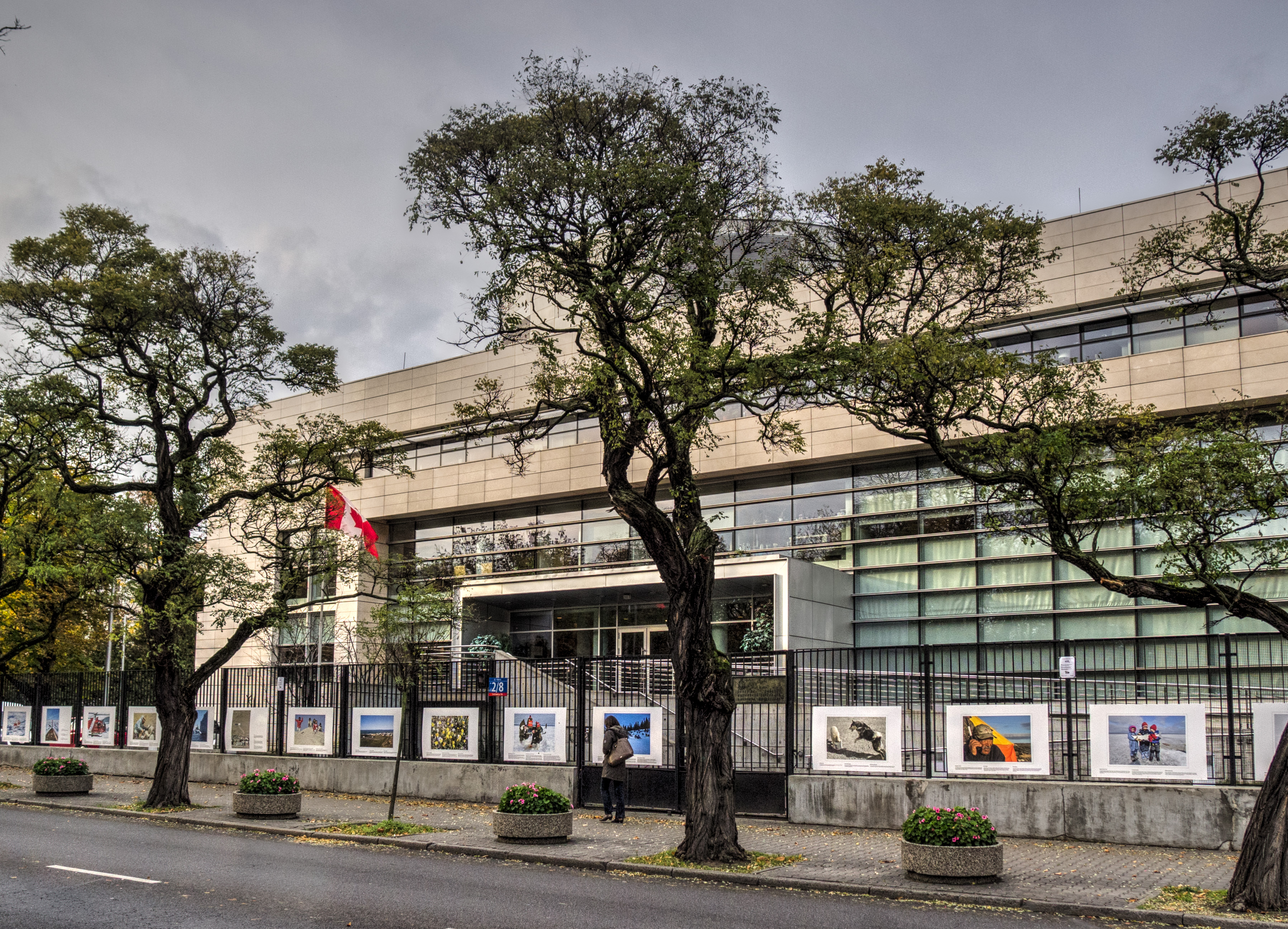
바르샤바 주재 캐나다 대사관

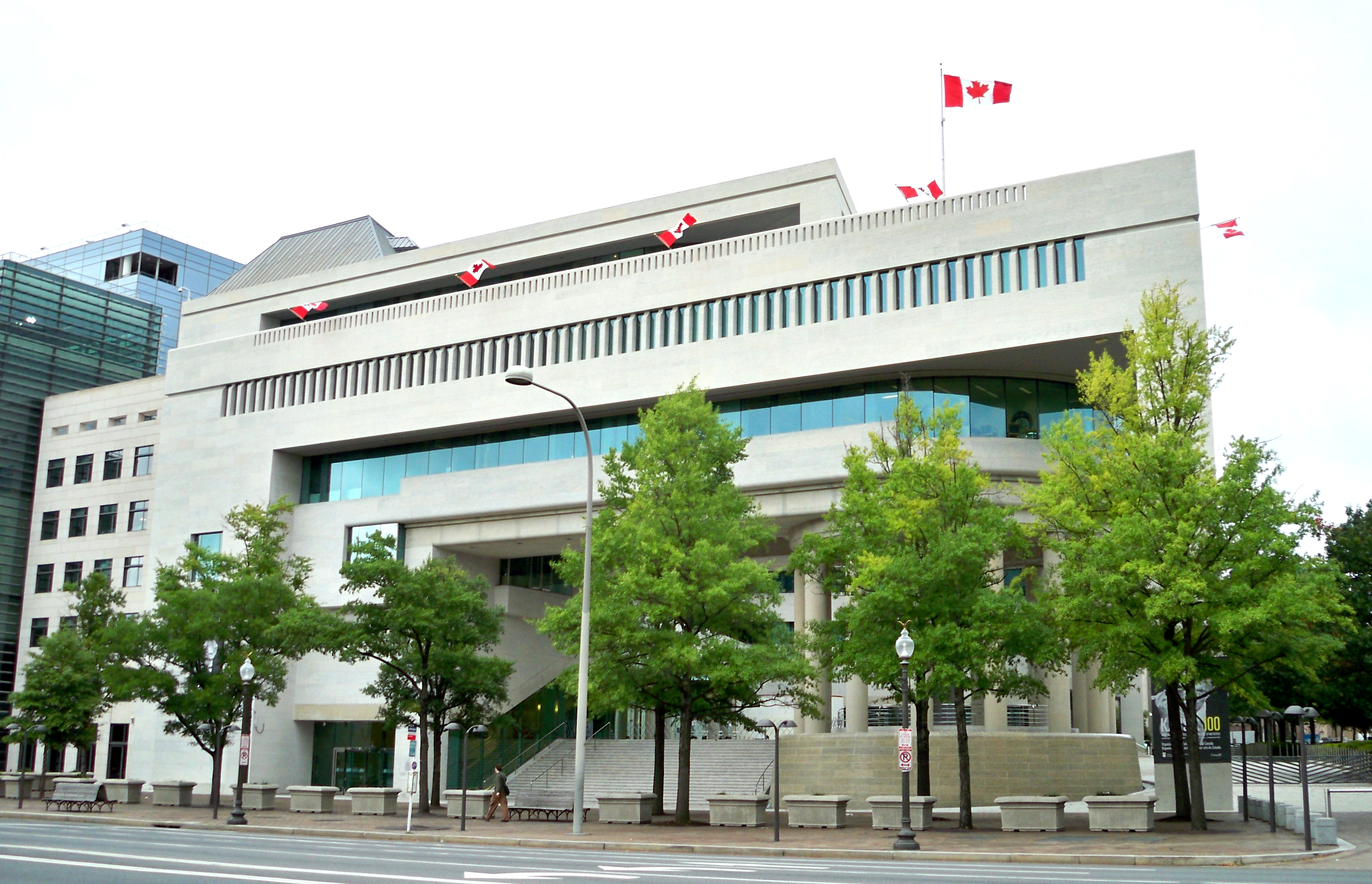
워싱턴 D.C. 주재 캐나다 대사관

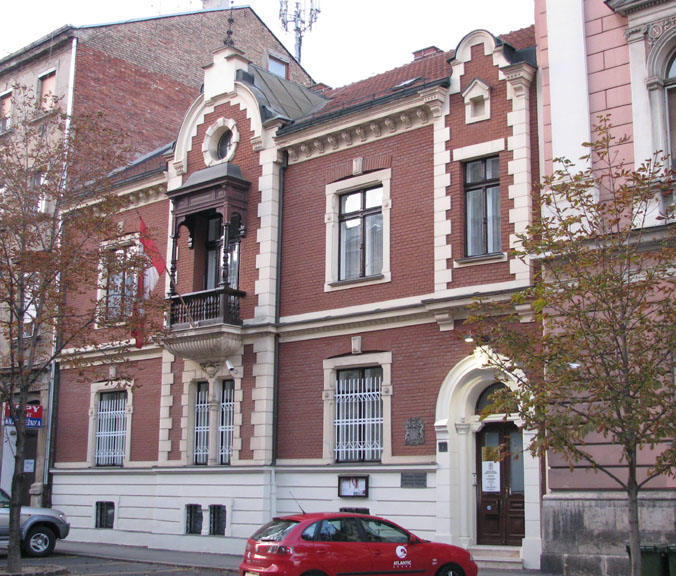
자그레브 주재 캐나다 대사관

캐나다의 재외공관 목록은 캐나다 주재 대사관과 고등판무관 사무소를 각국에 상주시켜 놓는 것을 의미하며 캐나다의 재외공관을 나열한 목록이다.

## 아프리카
- 알제리
  - 알제 (대사관)
- 부르키나파소
  - 와가두구 (대사관)
- 카메룬
  - 야운데 (고등판무관 사무소)
- 코트디부아르
  - 아비장 (대사관)
- 콩고 민주 공화국
  - 킨샤사 (대사관)
- 이집트
  - 카이로 (대사관)
- 에티오피아
  - 아디스아바바 (대사관)
- 가나
  - 아크라 (고등판무관 사무소)
- 케냐
  - 나이로비 (고등판무관 사무소)
- 말리
  - 바마코 (대사관)
- 모로코
  - 라바트 (대사관)
- 모잠비크
  - 마푸투 (고등판무관 사무소)
- 나이지리아
  - 아부자 (고등판무관 사무소)
  - 라고스 (부고등판무관 사무소)
- 르완다
  - 키갈리 (고등판무관 사무소)
- 세네갈
  - 다카르 (대사관)
- 남아프리카 공화국
  - 프리토리아 (고등판무관 사무소)
  - 케이프타운 (고등판무관 사무소)
  - 요하네스버그 (무역 사무소)
- 남수단
  - 주바 (대사관)
- 수단
  - 하르툼 (대사관)
- 탄자니아
  - 다르에스살람 (고등판무관 사무소)
- 튀니지
  - 튀니스 (대사관)
- 잠비아
  - 루사카 (고등판무관 사무소)
- 짐바브웨
  - 하라레 (대사관)

## 아메리카
- 아르헨티나
  - 부에노스아이레스 (대사관)
- 바베이도스
  - 브리지타운 (고등판무관 사무소)
- 볼리비아
  - 라파스 (대사관)
- 브라질
  - 브라질리아 (대사관)
  - 리우데자네이루 (총영사관)
  - 상파울루 (총영사관)
  - 벨루오리존치 (무역 사무소)
  - 포르투알레그리 (무역 사무소)
  - 헤시피 (무역 사무소)
- 칠레
  - 산티아고 (대사관)
- 콜롬비아
  - 보고타 (대사관)
- 코스타리카
  - 산호세 (대사관)
- 쿠바
  - 아바나 (대사관)
- 도미니카 공화국
  - 산토도밍고 (대사관)
  - 푼타카나 (대사관 분관)
- 에콰도르
  - 키토 (대사관)
- 엘살바도르
  - 산살바도르 (대사관)
- 과테말라
  - 과테말라 시 (대사관)
- 가이아나
  - 조지타운 (고등판무관 사무소)
- 아이티
  - 포르토프랭스 (대사관)
- 온두라스
  - 테구시갈파 (대사관)
- 자메이카
  - 킹스턴 (고등판무관 사무소)
- 멕시코
  - 멕시코시티 (대사관)
  - 몬테레이 (총영사관)
  - 과달라하라 (영사관)
  - 아카풀코 (영사대리부)
  - 카보산루카스 (영사대리부)
  - 캉쿤 (영사대리부)
  - 마사틀란 (영사대리부)
  - 오아하카 (영사대리부)
  - 플라야델카르멘 (영사대리부)
  - 푸에르토바야르타 (영사대리부)
- 니카라과
  - 마나과 (대사 사무소)
- 파나마
  - 파나마시티 (대사관)
- 페루
  - 리마 (대사관)
- 트리니다드 토바고
  - 포트오브스페인 (고등판무관 사무소)
- 미국
  - 워싱턴 D.C. (대사관)
  - 애틀랜타 (총영사관)
  - 보스턴 (총영사관)
  - 시카고 (총영사관)
  - 댈러스 (총영사관)
  - 덴버 (총영사관)
  - 디트로이트 (총영사관)
  - 로스앤젤레스 (총영사관)
  - 마이애미 (총영사관)
  - 미니애폴리스 (총영사관)
  - 뉴욕 (총영사관)
  - 샌프란시스코 (총영사관)
  - 시애틀 (총영사관)
  - 휴스턴 (무역 사무소)
  - 팰로앨토 (무역 사무소)
  - 샌디에이고 (무역 사무소)
- 우루과이
  - 몬테비데오 (대사관)

## 아시아
- 방글라데시
  - 다카 (고등판무관 사무소)
- 브루나이
  - 반다르스리브가완 (고등판무관 사무소)
- 중화인민공화국
  - 베이징시 (대사관)
  - 충칭시 (총영사관)
  - 광저우시 (총영사관)
  - 홍콩 (총영사관)
  - 상하이시 (총영사관)
  - 청두시 (무역 사무소)
  - 난징시 (무역 사무소)
  - 칭다오시 (무역 사무소)
  - 선양시 (무역 사무소)
  - 선전시 (무역 사무소)
  - 우한시 (무역 사무소)
- 조지아
  - 트빌리시 (대사관)
- 인도
  - 뉴델리 (고등판무관 사무소)
  - 벵갈루루 (총영사관)
  - 찬디가르 (총영사관)
  - 뭄바이 (총영사관)
  - 콜카타 (영사관)
  - 아마다바드 (무역 사무소)
  - 첸나이 (무역 사무소)
  - 하이데라바드 (무역 사무소)
- 인도네시아
  - 자카르타 (대사관)
- 이란
  - 테헤란 (이익대표부)
- 이스라엘
  - 텔아비브 (대사관)
- 일본
  - 도쿄도 (대사관)
  - 나고야시 (영사관)
  - 기타큐슈시 (무역 사무소)
  - 오사카시 (무역 사무소)
  - 삿포로시 (무역 사무소)
- 요르단
  - 암만 (대사관)
- 카자흐스탄
  - 아스타나 (대사관)
- 대한민국
  - 서울특별시 (대사관)
- 쿠웨이트
  - 쿠웨이트시티 (대사관)
- 레바논
  - 베이루트 (대사관)
- 말레이시아
  - 쿠알라룸푸르 (고등판무관 사무소)
- 몽골
  - 울란바토르 (대사관)
- 미얀마
  - 양곤 (대사관)
- 파키스탄
  - 이슬라마바드 (고등판무관 사무소)
- 팔레스타인
  - 라말라 (대표부 사무소)
- 필리핀
  - 마닐라 (대사관)
  - 세부 (영사관)
- 카타르
  - 도하 (대사관)
- 사우디아라비아
  - 리야드 (대사관)
  - 지다 (총영사관)
- 싱가포르
  - 싱가포르 (고등판무관 사무소)
- 스리랑카
  - 콜롬보 (고등판무관 사무소)
- 중화민국
  - 타이베이시 (캐나다 무역 사무소)
- 태국
  - 방콕 (대사관)
  - 치앙마이 (영사관)
- 튀르키예
  - 앙카라 (대사관)
  - 이스탄불 (총영사관)
- 아랍에미리트
  - 아부다비 (대사관)
  - 두바이 (총영사관)
- 베트남
  - 하노이 (대사관)
  - 호찌민시 (총영사관)

## 유럽
- 오스트리아
  - 빈 (대사관)
- 벨기에
  - 브뤼셀 (대사관)
- 크로아티아
  - 자그레브 (대사관)
- 체코
  - 프라하 (대사관)
- 덴마크
  - 코펜하겐 (대사관)
- 에스토니아
  - 탈린 (대사 사무소)
- 핀란드
  - 헬싱키 (대사관)
- 프랑스
  - 파리 (대사관)
- 독일
  - 베를린 (대사관
  - 뒤셀도르프 (총영사관)
  - 뮌헨 (영사관)
  - 슈투트가르트 (영사관)
- 그리스
  - 아테네 (대사관)
- 바티칸 시국
  - 바티칸 시국 (대사관)
- 헝가리
  - 부다페스트 (대사관)
- 아이슬란드
  - 레이캬비크 (대사관)
- 아일랜드
  - 더블린 (대사관)
- 이탈리아
  - 로마 (대사관)
- 코소보
  - 프리슈티나 (대사관)
- 라트비아
  - 리가 (대사관)
- 리투아니아
  - 빌뉴스 (대사 사무소)
- 네덜란드
  - 헤이그 (대사관)
- 노르웨이
  - 오슬로 (대사관)
- 폴란드
  - 바르샤바 (대사관)
- 포르투갈
  - 리스본 (대사관)
- 루마니아
  - 부쿠레슈티 (대사관)
- 러시아
  - 모스크바 (대사관)
- 세르비아
  - 베오그라드 (대사관)
- 슬로바키아
  - 브라티슬라바 (대사 사무소)
- 스페인
  - 마드리드 (대사관)
- 스웨덴
  - 스톡홀름 (대사관)
- 스위스
  - 베른 (대사관)
  - 제네바 (영사관)
- 우크라이나
  - 키예프 (대사관)
  - 리비우 (영사관)
- 영국
  - 런던 (고등판무관 사무소)

## 오세아니아
- 오스트레일리아
  - 캔버라 (고등판무관 사무소)
  - 시드니 (총영사관)
- 뉴질랜드
  - 웰링턴 (고등판무관 사무소)

## 대표부
- EU, NATO 캐나다 정부 대표부 : 브뤼셀
- UN 캐나다 정부 대표부 : 뉴욕, 빈, 제네바, 나이로비
- UNESCO, OECD 캐나다 정부 대표부 : 파리
- FAO 캐나다 정부 대표부 : 로마
- 국제 민간 항공 기구(ICAO) 캐나다 정부 대표부 : 몬트리올
- 아프리카 연합 캐나다 정부 대표부 : 아디스아바바
- 미주 기구 캐나다 정부 대표부 : 워싱턴 D.C.
- 유럽 안보 협력 기구 캐나다 정부 대표부 : 빈